# Kłudzie
Kłudzie (prononciation : [ˈkwud͡ʑe]) est un village polonais de la gmina de Solec nad Wisłą dans le powiat de Lipsko de la voïvodie de Mazovie dans le centre-est de la Pologne.
Il se situe à environ 2 kilomètres au nord de Solec nad Wisłą (siège de la gmina), 8 kilomètres à l'est de Lipsko (siège du powiat) et à 130 kilomètres au sud-est de Varsovie (capitale de la Pologne).
Le village comptait une population de 127 habitants en 2002.

## Histoire
De 1975 à 1998, le village appartenait administrativement à la voïvodie de Radom.